# Liste der Gedenkbäume in Dresden

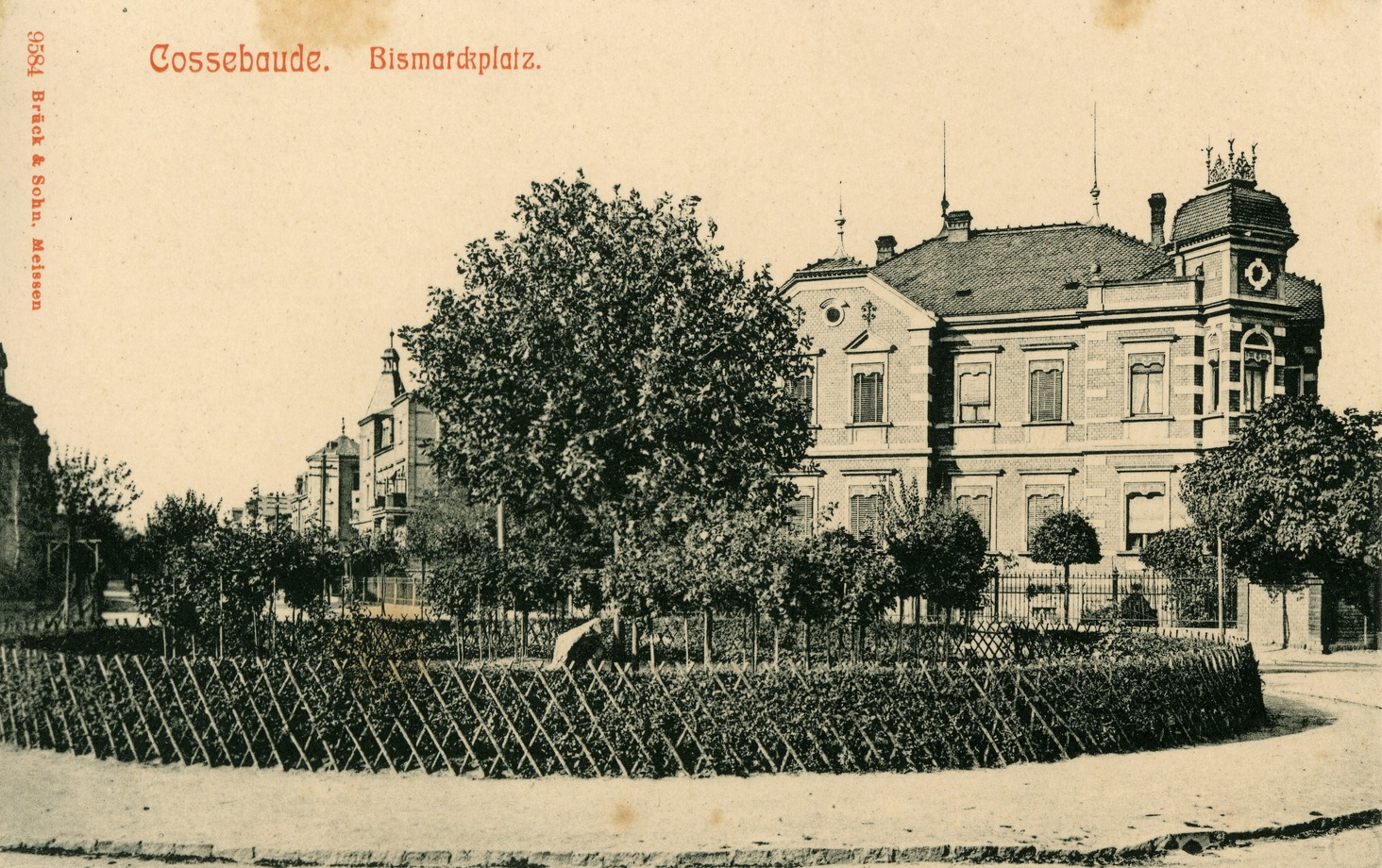
Die damals noch junge Bismarckeiche auf dem Cossebauder Bismarckplatz, 1908

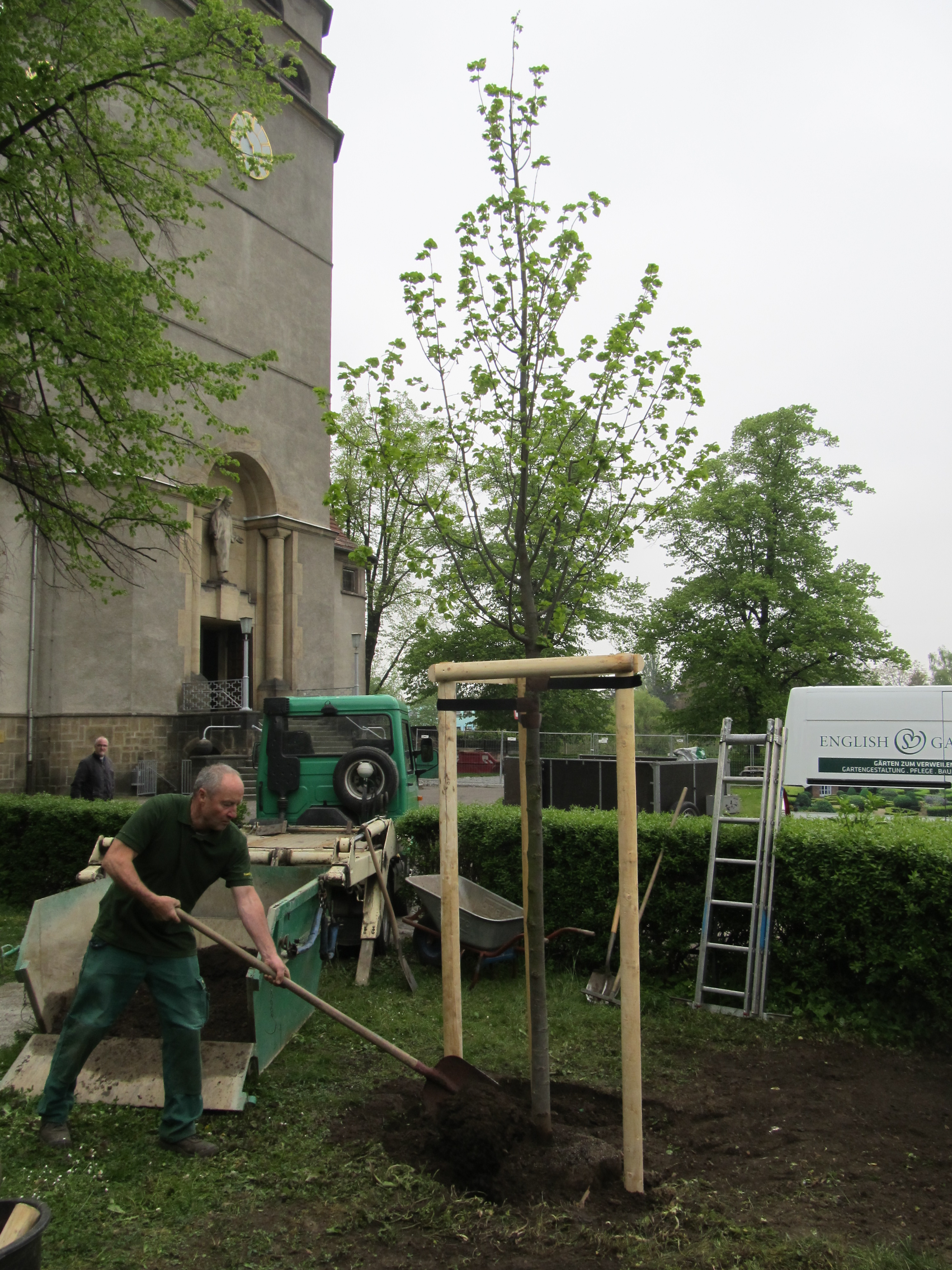
Pflanzung eines Gedenkbaums in Dresden im Mai 2017: Lutherlinde an der Heilandskirche in Cotta

Die Liste der Gedenkbäume in Dresden enthält die mehr als 80 bekannten Bäume im heutigen Stadtgebiet von Dresden, die zum Gedenken an ein Ereignis oder eine Person gepflanzt wurden. Die Gedenkbäume nehmen als natürliche Objekte mit einer kulturellen Denkmalsfunktion eine Mittlerrolle zwischen Naturdenkmalen und Kulturdenkmalen ein. Eng verknüpft ist die Pflanzung der Gedenkbäume mit dem sich ab Mitte des 19. Jahrhunderts entwickelnden Vereinswesen, da häufig Kirch-, Gesangs-, Heimat-, Schul- oder Kriegervereine derartige Pflanzungen initiierten. Entsprechend erlebte diese Praxis um das Jahr 1900 eine Hochphase. Nachdem die Tradition in der Zeit der DDR als bürgerlich verpönt und kaum gepflegt worden war, lebte sie seit der Wende wieder auf. Bei den Gedenkbäumen in Dresden handelt es sich fast ausschließlich um Laubbäume. Epochenübergreifend wurden vorwiegend Eichen und Linden gepflanzt, da sie sich mit ihrer hohen Lebenserwartung gut als Gedenkbäume eignen.
Oft vertreten sind Lutherbäume – meist Luthereichen oder -linden –, die an runden Geburtstagen Martin Luthers (vor allem anlässlich des 400. Geburtstags im Jahr 1883) oder Jahrestagen der Reformation (insbesondere um den 500. Jahrestag im Jahr 2017) gepflanzt wurden. Aus Anlass von Jubiläen mehrfach mit Baumpflanzungen geehrt wurden daneben der sächsische König Albert bzw. das gesamte Haus Wettin als sächsisches Herrschergeschlecht, der ehemalige Reichskanzler Otto von Bismarck sowie Dichter Friedrich Schiller. Häufig sind die Dresdner Gedenkbäume in den alten Dorfkernen bzw. in der Nachbarschaft von Kirchen anzutreffen. Einige ragen unter ihresgleichen heraus, so die etwa 400-jährige Schulmeisterlinde an der Kaditzer Emmauskirche aufgrund ihres Alters, die Meschwitzeiche auf dem St.-Pauli-Friedhof als größte bekannte Schindel-Eiche Deutschlands sowie die Alberteiche Kauscha wegen ihres stattlichen Wuchses.
Allerdings sind längst nicht alle Gedenkbäume noch heute als solche erfasst bzw. bekannt. Sie gerieten teils in Vergessenheit, da sie nicht mit Gedenksteinen bzw. anderen Kennzeichnungen ausgestattet waren oder diese nach dem Zweiten Weltkrieg aufgrund von politischem Ikonoklasmus, Vandalismus oder schlicht zur Verwendung als Haushaltsbrennstoff, dies vor allem in den Wintern 1945/46 und 1946/47, entfernt wurden. Andere Gedenkbäume sind nicht mehr vorhanden, da sie z. B. wegen Altersschwäche bereits gefällt wurden. Zudem unterscheidet sich der Forschungsstand je nach Stadtteil erheblich, abhängig von den jeweiligen Ortschroniken und deren Auswertung.
Die Reihenfolge der Aufführung in der Liste richtet sich nach der Pflanzzeit der Bäume. Aufgrund ihres Alters oder sonstiger Eigenschaften geschützte Einzelbäume sind in der Liste der Naturdenkmale in Dresden aufgeführt.

## Legende
- Name: Nennt den Namen des Baums; alphabetisch sortierbar.
- Standort: Beschreibt den Standort des Baums möglichst unter Angabe von Anschrift und Stadtteil sowie Geokoordinaten; alphabetisch sortierbar.
- Pflanzzeit: Nennt das Datum oder, sofern es nicht bekannt ist, den Zeitraum der Pflanzung; chronologisch sortierbar.
- Anlass der Pflanzung: Nennt das Ereignis, aus dessen Anlass die Pflanzung geschah.
- Anmerkungen: Macht kurze Angaben zur Baumart, zum möglichen Status als Naturdenkmal, zu Gedenktafeln, zum Zustand oder zur Größe des Baums.
- Bild: Zeigt den Baum und verweist auf weitere Fotos in der zugehörigen Kategorie auf Wikimedia Commons.

## Bestehende Gedenkbäume
| Name                                                          | Standort | Pflanzzeit                           | Anlass der Pflanzung | Anmerkungen | Bild               |
| ------------------------------------------------------------- | --- | ------------------------------------ | --- | --- | ------------------ |
| Schulmeisterlinde                                             | Altkaditz 27, im Kirchhof der Emmauskirche, Kaditz (Lage)                                                      | 8. April 1622                        | Schuljahresbeginn, Einschulungstermin war damals Ostern, gepflanzt vom damaligen Kaditzer Schulmeister Paul Schulze                             | Ältester Baum Dresdens, von dem Pflanztermin und -anlass bekannt sind (nicht zu verwechseln mit der 15 m südwestlich gelegenen Kaditzer Linde, dem ältesten Baum Dresdens); beeinträchtigt durch nahe Friedhofsmauer; am 8. August 1970 von der Feuerwehr aus Sicherheitsgründen gekürzt; Kronenschnitt 1999; neben dem Baum ein Hinweisschild. | (weitere Bilder)   |
| Moreau-Eichen                                                 | Moreauweg, um das Moreau-Denkmal, Räcknitz (Lage)                                                              | November 1814                        | Tödliche Verwundung des französischen Generals Jean-Victor Moreau am 27. August 1813 während der Schlacht von Dresden                           | Baumgruppe aus drei Eichen mit ineinander verwachsenen Kronen und deutlich unterschiedlichen Stammumfängen (2,55 m, 3,00 m, 4,75 m); die Bäume stehen symbolisch für die verbündeten Armeen Russlands, Preußens und Österreichs, die damals an der Dresdner Südhöhe gegen Napoleons Truppen kämpften. | (weitere Bilder)   |
| Dohna-Eiche                                                   | Königsbrücker Landstraße 375, im Kirchhof der Pastor-Roller-Kirche, Lausa (Lage)                               | September 1815                       | 10. Todestag von Marianna Amalia Burggräfin zu Dohna (geb. von Schönberg; † 10. September 1805 wenige Tage nach einer Totgeburt)                | Stieleiche (Quercus robur L.); Teil einer Baumgruppe; seit 1958 als Naturdenkmal geschützt wegen Alter, Ausprägung und kulturhistorischer Bedeutung; Stammumfang 3,85 m; Höhe 20 m; am Stamm ein altes Holzschild mit dohnaischem Wappen; Grabmal der Marianna Amalia befindet sich 60 m westlich unmittelbar an der Kirche. | (weitere Bilder)   |
| Reformationseiche Leuben                                      | Altleuben 15, vorm Turm der Alten Kirche, Leuben (Lage)                                                        | 1817                                 | 300. Jahrestag der Reformation (Übersenden der 95 Thesen von Martin Luther an den Erzbischof von Mainz am 31. Oktober 1517)                     | Dominierender Teil einer Baumgruppe; genaue Zuordnung allerdings unsicher und noch nicht durch Archivmaterial aus der Zeit der Pflanzung bestätigt; als Teil der Sachgesamtheit „Himmelfahrtskirche und Kirche Leuben mit Kirchhof“ auch denkmalgeschützt, vgl. Liste der denkmalpflegerischen Sachgesamtheiten in Dresden #Kirchen und Friedhöfe. | (weitere Bilder)   |
| Schillereiche Loschwitz                                       | Schillerstraße 19, neben dem Schillerhäuschen, Loschwitz (Lage)                                                | 10. Mai 1855                         | 50. Todestag des Dichters Friedrich Schiller (* 10. November 1759 in Marbach am Neckar; † 9. Mai 1805 in Weimar)                                | Teil einer Baumgruppe; im Rahmen einer volksfestartigen Feier zu Ehren Schillers, der dort an seinem Drama Don Karlos geschrieben hatte, von Kreisdirektor Heinrich Ferdinand Müller und Landgerichtsdirektor Carl Ferdinand Damm gepflanzt (wenige Minuten nach Enthüllung der erhaltenen marmornen Gedenktafel an der Straßenseite des Schillerhäuschens und in Anwesenheit wesentlicher Protagonisten der kurz zuvor angeregten Schillerstiftung: Julius Hammer, Wilhelm Wolfsohn, Berthold Auerbach und Karl Gutzkow); ohne Hinweisschild; die als Symbol der Freundschaft Schillers mit Christian Gottfried Körner daneben gepflanzte Körnerlinde ist nicht mehr vorhanden.                                                                              | (weitere Bilder)   |
| Sängereiche auf den Elbwiesen                                 | Körnerweg, östlich der Waldschlößchenbrücke, Radeberger Vorstadt (Lage)                                        | 13. November 1865                    | 1. Deutsches Sängerbundfest vom 22. bis 27. Juli 1865 in Dresden, gespendet von einem Sängerverein aus Anger-Crottendorf                        | Markanter Einzelbaum; junge Eiche beim Festumzug auf einem Wagen vom Altmarkt bis zum Festplatz auf den Elbwiesen mitgeführt und nach Pflanzung eingegangen; Ersatzbaum im November 1865 am ehemaligen Standort der Sängerfesthalle gepflanzt; am 20. August 1993 übernahmen DDG und Odol-Stiftung die Patenschaft; ohne Hinweisschild. | (weitere Bilder)   |
| Marschalleiche                                                | Hechtstraße 78, auf dem St.-Pauli-Friedhof, Leipziger Vorstadt (Lage)                                          | 1868                                 | Tod des Oberforstmeisters August Ferdinand Theodor Graf Marschall auf Burgholzhausen (* 25. Mai 1791; † 21. August 1867)                        | Teil einer Baumgruppe; Standort auf der Spitze eines von Natursteinen eingefassten Hügels etwa 20 Meter östlich der Meschwitzeiche (von dieser durch eine Friedhofsmauer getrennt); am Fuß des Baums ein Gedenkstein mit der Aufschrift: „Die Marschalls Eiche. Gepflanzt von seinen Verehrern. 1868. Zum Andenken des 1867 verstorb. Oberforstmeister Graf von Marschall.“ Als Teil der Sachgesamtheit „Neuer Neustädter Friedhof“ auch denkmalgeschützt, vgl. Liste der denkmalpflegerischen Sachgesamtheiten in Dresden #Kirchen und Friedhöfe. | (weitere Bilder)   |
| Friedenseichen Langebrück                                     | Weißiger Straße, an der Einmündung Kreuzringel, Dresdner Heide an der Flurgrenze zu Langebrück (Lage)          | April 1871                           | Sieg im Deutsch-Französischen Krieg 1870/71 | Baumgruppe aus ursprünglich sieben Eichen, von denen nicht mehr alle vorhanden sind (zuletzt wurde eine der Eichen um das Jahr 2020 gefällt); nach dem deutschen Sieg im Krieg von Oberförster Wilhelm Theodor Bruhm und dem damaligen Forstadjunkt Max Neumeister (1849–1929, später Direktor der Königlich-Sächsischen Forstakademie Tharandt) gepflanzt und mit einer Tafel mit dem Datum 22. März 1872 und folgender Inschrift versehen: „Große Männer, Euch zum Ruhme/Wachsen hier im Heiligtume/Deutschen Waldes diese Eichen,/Eurer Kraft und Taten Zeugen.“ Tafel wurde kurz nach dem Ersten Weltkrieg gestohlen und 1931 von Neumeisters Verehrern erneuert, ist aber mittlerweile nicht mehr vorhanden.                                             | (weitere Bilder)   |
| Bismarckeiche an der Tiergartenstraße                         | Tiergartenstraße 10, an der Einfahrt des Zoo-Parkplatzes, Strehlen (Lage)                                      | 1877 (Gedenkbaum seit 1. April 1895) | 80. Geburtstag des Reichskanzlers Otto von Bismarck (* 1. April 1815 in Schönhausen (Elbe); † 30. Juli 1898 in Friedrichsruh)                   | Teil einer Baumgruppe; unmittelbar neben dem Standort in der nordöstlichen Ecke des Grundstücks der 1945 zerstörten Villa der Familie Kreutzkamm (Besitzer des Cafés Kreutzkamm am Altmarkt) mündete einst die Mozart- in die Tiergartenstraße; am Stamm des 1877 gepflanzten Baums befand sich ein am 1. April 1895 angebrachtes, mittlerweile nicht mehr vorhandenes massives Kupferschild mit Bismarck-Wappen, -Wahlspruch „in trinitate robur“ („In der Dreiheit liegt die Kraft“) und folgender Widmung: „Gepflanzt 1877./Zum 80. Geburtstage dem großen Kanzler geweiht 1.4.95“; ohne Hinweisschild. | (weitere Bilder)   |
| Meschwitzeiche                                                | Hechtstraße 78, auf dem St.-Pauli-Friedhof, Leipziger Vorstadt (Lage)                                          | Herbst 1880                          | Tod von Wilhelm Meschwitz († 1880), gepflanzt von dessen Vater Forstmeister Friedrich Wilhelm Meschwitz (* 31. Januar 1815; † 20. Oktober 1888) | Schindel-Eiche (Quercus imbricaria); größtes bekanntes Exemplar dieser Art in Deutschland; Stammumfang 3,70 m; Höhe 26 m; Kronendurchmesser 33 m (Stand: September 2012); am 18. Oktober 2013 mit Hinweistafel versehen; Teil einer Baumgruppe; Standort etwa 20 Meter westlich der Marschalleiche (von dieser durch eine Friedhofsmauer getrennt) und rund 150 Meter nordöstlich des Naturdenkmals Stiel-Eiche Bärnsdorfer Straße. | (weitere Bilder)   |
| Moltkeeiche                                                   | Leisniger Platz, im Zentrum der dreieckigen Grünanlage, Pieschen (Lage)                                        | 26. Oktober 1880                     | 80. Geburtstag des Generalstabschefs Helmuth Karl Bernhard von Moltke (* 26. Oktober 1800 in Parchim; † 24. April 1891 in Berlin)               | Dominierender Teil einer Baumgruppe; am Tag der Namensweihe des damaligen Moltkeplatzes gepflanzt, der 1897 nach der Eingemeindung Pieschens seinen heutigen Namen Leisniger Platz erhielt; ohne Hinweisschild. | (weitere Bilder)   |
| Luthereiche Pappritz                                          | Schulstraße 8, neben dem Bürgerhaus („Alte Schule“), Pappritz (Lage)                                           | 27. September 1883                   | 400. Geburtstag des Reformators Martin Luther (* 10. November 1483 in Eisleben; † 18. Februar 1546 ebenda)                                      | Bereits einige Wochen vorm Geburtstag Luthers bei der Einweihungsfeier des Pappritzer Schulhauses gepflanzt; während der Zeit der DDR durch starke Bodenversiegelung beeinträchtigt (nach 1990 teilweise entsiegelt, aber durch Nutzung der Fläche als Parkplatz noch immer stark verdichtet); Holzschild am Stamm mit dem Namen des Baums und Jahr der Pflanzung. | (weitere Bilder)   |
| Luthereichen Gorbitz                                          | Uthmannstraße 26, vor der Kapelle, Gorbitz (Lage)                                                              | 10. November 1883                    | 400. Geburtstag des Reformators Martin Luther (* 10. November 1483 in Eisleben; † 18. Februar 1546 ebenda)                                      | Teil einer Baumgruppe; zwei Bäume, da Ober- und Niedergorbitz damals getrennte Gemeinden waren und jeweils eine Eiche pflanzten; ohne Hinweisschild; zwei am selben Tag gepflanzte Lutherlinden sind nicht mehr vorhanden. | (weitere Bilder)   |
| Luthereiche Kleinluga                                         | Teichplatz, Höhe Hausnummern 8 und 9, Kleinluga (Lage)                                                         | 10. November 1883                    | 400. Geburtstag des Reformators Martin Luther (* 10. November 1483 in Eisleben; † 18. Februar 1546 ebenda)                                      | Stieleiche (Quercus robur L.); seit 10. Juni 1999 als Naturdenkmal geschützt wegen besonderer Ausprägung, entsprechender dorfgestalterischer Wirkung sowie aus kulturellen und gehölzkundlichen Gründen; markanter Einzelbaum; gepflanzt von der Schule Großluga; am Fuß des Baums ein Gedenkstein aus Granit. | (weitere Bilder)   |
| Luthereiche Langebrück                                        | Kirchstraße, neben Hausnummer 17, gegenüber der Kirche, Langebrück (Lage)                                      | 10. November 1883                    | 400. Geburtstag des Reformators Martin Luther (* 10. November 1483 in Eisleben; † 18. Februar 1546 ebenda)                                      | Markanter Einzelbaum; am Tag nach der Pflanzung nach dem Gottesdienst von Pastor Schubert geweiht; am Fuß des Baumes ein am 29. Oktober 2017 eingeweihter Gedenkstein. | (weitere Bilder)   |
| Luthereiche Leuben                                            | Altleuben 15, neben der Himmelfahrtskirche, Leuben (Lage)                                                      | 1883                                 | 400. Geburtstag des Reformators Martin Luther (* 10. November 1483 in Eisleben; † 18. Februar 1546 ebenda)                                      | Sumpf-Eiche (Quercus palustris Münchh., im ausgehenden 19. Jahrhundert weitaus seltener als Gedenkbaum gepflanzt als die Stieleiche); Teil einer Baumgruppe; Baum umgeben von einem 2017 restaurierten Zierzaun, daran angebracht ein Schild mit der Gravur „L. E. 1883.“. | (weitere Bilder)   |
| Luthereiche Schönfeld                                         | Markt, Höhe Hausnummer 1 am Ufer des Schlossteichs, Schönfeld (Lage)                                           | 1883                                 | 400. Geburtstag des Reformators Martin Luther (* 10. November 1483 in Eisleben; † 18. Februar 1546 ebenda)                                      | Teil eines Baumpaars; Standort nahe dem nördlichen Ende der Straße Am Schloß in Sichtweite von Schloss Schönfeld; am Fuß des Baums ein Gedenkstein mit vergoldeter Inschrift „Luther-Eiche“; Baum umgeben von einem Zierzaun. | (weitere Bilder)   |
| Luthereiche Schullwitz                                        | Bühlauer Straße, an der Einmündung Am Triebenberg, Schullwitz (Lage)                                           | 1883                                 | 400. Geburtstag des Reformators Martin Luther (* 10. November 1483 in Eisleben; † 18. Februar 1546 ebenda)                                      | Markanter Einzelbaum; am Stamm ein altes Holzschild mit dem Namen des Baums und ein Schild aus der Zeit der DDR mit der Aufschrift „Geschützter Park“. | (weitere Bilder)   |
| Luthereiche Strehlen                                          | Mockritzer Straße 17, im Hof der 47. Grundschule, Strehlen (Lage)                                              | 10. November 1883                    | 400. Geburtstag des Reformators Martin Luther (* 10. November 1483 in Eisleben; † 18. Februar 1546 ebenda)                                      | Säuleneiche (Quercus robur ‘Fastigiata’); seit 13. Mai 1998 als Naturdenkmal geschützt wegen ihrer Größe und besonderen Ausprägung; Stammumfang 3,70 m; Höhe 26 m; Kronendurchmesser 16,50 m; markanter Einzelbaum; entging bei den Luftangriffen auf Dresden 1945 knapp einem Bombentreffer; war von 1987 (Teilabgrabung des Wurzelbereichs, anschließend Belegung mit Betonplatten) bis 1997 (Standortsanierung) durch starke Bodenversiegelung beeinträchtigt; Baum umgeben von einem Zierzaun; vor dem Baum eine Hinweistafel. | (weitere Bilder)   |
| Luthereiche Trachau                                           | Alttrachau, in der Mitte des Dorfangers, Trachau (Lage)                                                        | 10. November 1883                    | 400. Geburtstag des Reformators Martin Luther (* 10. November 1483 in Eisleben; † 18. Februar 1546 ebenda)                                      | Dominierender Teil einer Baumgruppe; gestiftet vom Trachauer Gutsbesitzer Herrmann August Stephan; zwei Pflöcke zur Befestigung vom Trachauer Gutsbesitzer Johann Heinrich Trobisch gespendet; nach einem Festumzug geweiht; ohne Hinweisschild. | (weitere Bilder)   |
| Lutherlinde Cossebaude                                        | Hauptstraße, Höhe Hausnummer 22, an der Eisenbahnbrücke, Cossebaude (Lage)                                     | 10. November 1883                    | 400. Geburtstag des Reformators Martin Luther (* 10. November 1483 in Eisleben; † 18. Februar 1546 ebenda)                                      | Markanter Einzelbaum; gepflanzt vom Verschönerungsverein Cossebaude und Umgebung; am Fuß des Baums ein Gedenkstein. | (weitere Bilder)   |
| Lutherlinde Gruna                                             | Rosenbergstraße, neben Hausnummer 10, Gruna (Lage)                                                             | 10. November 1883                    | 400. Geburtstag des Reformators Martin Luther (* 10. November 1483 in Eisleben; † 18. Februar 1546 ebenda)                                      | Teil einer Baumgruppe; am Stamm ein altes Holzschild mit einem Kreuz, dem Namen des Baums, Luthers Geburtsdatum und dem Pflanzjahr; war zunächst von Gehöften des Grunaer Dorfkerns umgeben, der durch die Luftangriffe auf Dresden 1945 zerstört wurde; seit Anlage des Neubaugebiets Altgruna (1974–1976) mittags im Schatten eines 52 m hohen Wohnhochhauses (WHH 17); Zuordnung als originale Lutherlinde unsicher, da der Baum für sein Alter ungewöhnlich schwach ist. | (weitere Bilder)   |
| Lutherlinde Kaditz                                            | Altkaditz, Höhe Hausnummer 12 auf der Nordostseite des Angers, Kaditz (Lage)                                   | 10. November 1883                    | 400. Geburtstag des Reformators Martin Luther (* 10. November 1483 in Eisleben; † 18. Februar 1546 ebenda)                                      | Markanter Einzelbaum; zum 450. Geburtstag Luthers (1933) und zum Jubiläum 400 Jahre Lutherbibel (1934) fanden unter dem Baum Feiern statt; am Fuß des Baums ein 1883 aufgestellter und nach Restaurierung am 6. November 1983 geweihter Luther-Gedenkstein sowie ein 2003 aufgestellter Gedenkstein an die Eingemeindung von Kaditz 1903. | (weitere Bilder)   |
| Lutherlinde Langebrück                                        | Kirchstraße 48, im Gelände der ehemaligen Schule, Langebrück (Lage)                                            | 10. November 1883                    | 400. Geburtstag des Reformators Martin Luther (* 10. November 1483 in Eisleben; † 18. Februar 1546 ebenda)                                      | Markanter Einzelbaum; bei einem Festakt neben der sieben Jahre zuvor eröffneten, 2013 als Wohnhaus sanierten „Alten Schule“ eingeweiht; ohne Hinweisschild; genaue Identifizierung allerdings unsicher, da an der Hofzufahrt südlich der „Alten Schule“ noch eine zweite imposante Linde steht. | (weitere Bilder)   |
| Lutherlinde Leutewitz                                         | Warthaer Straße 60, neben der 75. Grundschule, Leutewitz (Lage)                                                | 10. November 1883                    | 400. Geburtstag des Reformators Martin Luther (* 10. November 1483 in Eisleben; † 18. Februar 1546 ebenda)                                      | Gepflanzt vom ehemaligen Schüler Oskar Sommer (Abschluss 1882); Stammumfang 2,90 m; Höhe 25 m; ohne Hinweisschild. | (weitere Bilder)   |
| Lutherlinde Naußlitz                                          | Wendel-Hipler-Straße 13, neben einer Jugendhilfeeinrichtung, Naußlitz (Lage)                                   | 10. November 1883                    | 400. Geburtstag des Reformators Martin Luther (* 10. November 1483 in Eisleben; † 18. Februar 1546 ebenda)                                      | Markanter Einzelbaum; vorm 1879 eingeweihten ersten Naußlitzer Schulhaus gepflanzt, dessen Eingang auf der Ostseite lag und das später abgerissen wurde; seit 2016 Standort eines Neubaus; eine ursprünglich an dem Schulhaus angebrachte Gedenktafel ist entsprechend nicht mehr vorhanden. | (weitere Bilder)   |
| Lutherlinde Striesen                                          | Gottleubaer Straße 2, vor der Leichenhalle auf dem Striesener Friedhof, Striesen (Lage)                        | 10. November 1883                    | 400. Geburtstag des Reformators Martin Luther (* 10. November 1483 in Eisleben; † 18. Februar 1546 ebenda)                                      | Am Fuß des Baums ein Gedenkstein mit der Aufschrift: „Gepflanzt d. 10. November 1883 z. Gedaechtnis des 400 jhr. Geburtstages Dr. Martin Luther’s“ | (weitere Bilder)   |
| Lutherlinde Klotzsche                                         | Klotzscher Hauptstraße 26, vor der ehemaligen Schule, Klotzsche (Lage)                                         | 11. November 1883                    | 400. Geburtstag des Reformators Martin Luther (* 10. November 1483 in Eisleben; † 18. Februar 1546 ebenda)                                      | Gepflanzt vom Gemeindevorstand Klotzsche unter Anwesenheit von Vertretern von Vereinen sowie des örtlichen Kirchen- und Schulvorstands; Zuordnung nicht sicher; ohne Hinweisschild. | (weitere Bilder)   |
| Sängereiche Kaitz                                             | Possendorfer Straße 33, im Garten hinter dem ehem. Gasthaus Sängereiche, Kaitz (Lage)                          | 24. Mai 1885                         | Gründung des Kaitzer Männergesangvereins „Sängerlust“ im Jahr 1884, gepflanzt von Vereinsmitgliedern                                            | Markanter Einzelbaum, hieß zunächst offiziell „Sängerlust-Eiche“; im Gebäude befand sich das Gründungs- und Vereinslokal des Männergesangvereins, das bald darauf nach dem Baum in „Zur Sängereiche“ umbenannt und 1950 geschlossen wurde; Gebäude dennoch bis in die Gegenwart unter diesem Namen bekannt; ohne Hinweisschild. | (weitere Bilder)   |
| Wettineiche Leubnitz                                          | Altleubnitz, an der Einmündung Menzelgasse, Leubnitz-Neuostra (Lage)                                           | 1889                                 | 800-Jahr-Feier des Hauses Wettin (Belehnung Heinrichs I. mit der Markgrafschaft Meißen 1089)                                                    | Dominierender Teil einer Baumgruppe; davor das sandsteinerne Wettindenkmal in der Form eines Baumstumpfs; ohne Hinweisschild. | (weitere Bilder)   |
| Wettineiche Gorbitz                                           | Leßkestraße 1, neben der Hofeinfahrt, Gorbitz (Lage)                                                           | 16. Juni 1889                        | 800-Jahr-Feier des Hauses Wettin (Belehnung Heinrichs I. mit der Markgrafschaft Meißen 1089)                                                    | Einzelbaum; gepflanzt auf der damaligen Hofewiese zwischen dem (heutzutage verrohrten) Gorbitzbach (wenige Meter oberhalb der Einmündung des Geyersgrabens) und dem Spritzenhaus der Niedergorbitzer Feuerwehr (1963 durch neue Fahrzeuggarage ersetzt, die auch gegenwärtig noch von der Feuerwehr genutzt wird); nach Einweihung der 73. Volksschule 1891 befand sich der Standort auf einem Schulhof und seit dem Umbau des Schulgebäudes zu einem Wohnhaus Anfang der 2000er Jahre liegt er auf einem Privatgrundstück; Baum verlor am 4. August 2018 während der Dürre und Hitze in Europa 2018 durch Trockenbruch einen Hauptast; ohne Hinweisschild; Schicksal einer weiteren am gleichen Tag am Spritzenhaus gepflanzten Wettineiche unbekannt.       | (weitere Bilder)   |
| Alberteiche im Großen Garten                                  | Herkulesallee, Ecke Friedrich-Bouché-Weg, südlich des Neuteichs, Großer Garten (Lage)                          | 23. Oktober 1893                     | 50. Militärdienstjubiläum von König Albert von Sachsen (* 23. April 1828 in Dresden; † 19. Juni 1902 in Sibyllenort)                            | Teil einer Baumgruppe; Standort im Unterschied zu sämtlichen Bäumen der näheren Umgebung prominent auf einem flachen Erdhügel; geplant war die Aufstellung eines Gedenksteins, der nicht (mehr?) vorhanden ist (Stand: November 2017); ohne Hinweisschild. | (weitere Bilder)   |
| Bismarckeiche Blasewitz                                       | Lothringer Weg, im Waldpark Blasewitz westlich der Tennisplätze, Blasewitz (Lage)                              | 1895                                 | 80. Geburtstag des Reichskanzlers Otto von Bismarck (* 1. April 1815 in Schönhausen (Elbe); † 30. Juli 1898 in Friedrichsruh)                   | Teil einer Baumgruppe; neben dem Baum ein ursprünglich Bismarck gewidmeter Gedenkstein, dessen bronzenes Porträtmedaillon kurz nach dem Zweiten Weltkrieg verloren ging; vorhandener Sandsteinblock 1998 umgewidmet durch Anbringung neuer Bronzetafel mit der Aufschrift: „Zur/Erinnerung/an den Gestalter/der Waldparkanlage/Hofgärtner/H. S. Neumann/1829–1880“; ohne Hinweisschild. | (weitere Bilder)   |
| Bismarckeiche Cossebaude                                      | Bismarckplatz, im Zentrum der kreisrunden Platzanlage, Cossebaude (Lage)                                       | 31. März 1895                        | 80. Geburtstag des Reichskanzlers Otto von Bismarck (* 1. April 1815 in Schönhausen (Elbe); † 30. Juli 1898 in Friedrichsruh)                   | Markanter Einzelbaum; gepflanzt vom Verschönerungsverein Cossebaude und Umgebung; 1988/89 durch Bau eines Fernheizkanals gefährdet und dank einer Planungsänderung infolge von Anwohnerprotesten letztlich nur geringfügig geschädigt; am Fuß des Baums ein Gedenkstein. | (weitere Bilder)   |
| Bismarckeiche Lockwitz                                        | Röhrsdorfer Straße 2, neben der Brücke über den Lockwitzbach, Lockwitz (Lage)                                  | 1895                                 | 80. Geburtstag des Reichskanzlers Otto von Bismarck (* 1. April 1815 in Schönhausen (Elbe); † 30. Juli 1898 in Friedrichsruh)                   | Markanter Einzelbaum; am 1. April 1895 eingeweihter Bismarck-Gedenkstein (Granitblock mit Porträtmedaillon) unter dem Baum ist nicht mehr vorhanden und sein einstiger Standort nur noch an einem Erdhügel erkennbar; ohne Hinweisschild. | (weitere Bilder)   |
| Bismarckeiche Meußlitz                                        | Am Teich, Höhe Hausnummer 4, Meußlitz (Lage)                                                                   | 1895                                 | 80. Geburtstag des Reichskanzlers Otto von Bismarck (* 1. April 1815 in Schönhausen (Elbe); † 30. Juli 1898 in Friedrichsruh)                   | Markanter Einzelbaum; Am Teich, der einstige Meußlitzer Dorfplatz, hieß früher Bismarckplatz; genaues Pflanzjahr unklar, da Aktenbestand zur Gemeinde Meußlitz im Stadtarchiv Dresden lückenhaft; nicht auszuschließen ist demnach auch eine Pflanzung mehr als 20 Jahre eher anlässlich der Gründung des Deutschen Kaiserreichs am 1. Januar 1871; ohne Hinweisschild. | (weitere Bilder)   |
| Bismarckeiche Strehlen                                        | Altstrehlen, Höhe Hausnummer 5 in dreieckiger Grünanlage (ehem. „Friedrich-August-Platz“), Strehlen (Lage)     | 1. April 1895                        | 80. Geburtstag des Reichskanzlers Otto von Bismarck (* 1. April 1815 in Schönhausen (Elbe); † 30. Juli 1898 in Friedrichsruh)                   | Teil einer Baumgruppe; ohne Hinweisschild. | (weitere Bilder)   |
| Bismarckeiche Wachwitz                                        | Wachwitzgrund, kurz unterhalb der Einmündung Eichendorffsteig, Wachwitz (Lage)                                 | 1. April 1895                        | 80. Geburtstag des Reichskanzlers Otto von Bismarck (* 1. April 1815 in Schönhausen (Elbe); † 30. Juli 1898 in Friedrichsruh)                   | Teil einer Baumgruppe; vor dem Baum ein ursprünglich Bismarck gewidmeter Gedenkstein, dessen originale Inschrift nicht mehr bekannt ist und auf dem in der Zeit der DDR (nach dem 19. Juni 1950) folgende neue Inschrift angebracht wurde: „FREUNDE/DER NATUR/SCHÜTZET/WALD u FLUR“; ohne Hinweisschild. | (weitere Bilder)   |
| Alberteiche Kauscha                                           | Zur Eiche, Höhe Hausnummer 11, Kauscha (Lage)                                                                  | Frühling 1898                        | 70. Geburtstag und 25. Regierungsjubiläum von König Albert von Sachsen (* 23. April 1828 in Dresden; † 19. Juni 1902 in Sibyllenort)            | Stieleiche (Quercus robur L.); üppiger Wuchs durch Standort auf dem Platz des zugeschütteten Dorfteichs und häufige Düngung mit Jauche; seit 6. März 1957 als Naturdenkmal geschützt wegen der Größe, der besonderen ortsbildprägenden Wirkung und aus kulturhistorischen Gründen; beeinträchtigt in den 1990er Jahren bis zur Standortsanierung (2000) durch eine leckgeschlagene Erdgasleitung; dennoch größte bekannte Alberteiche; Stammumfang 5,10 m; Höhe 25 m; Kronendurchmesser 35 m (Stand: 2008); markanter Einzelbaum; am Fuß des Baums ein Gedenkstein aus Granit. | (weitere Bilder)   |
| Alberteiche am Waldschlößchen                                 | Bautzner Straße, gegenüber dem Aussichtspavillon nahe der Waldschlößchen-Brauerei, Radeberger Vorstadt (Lage)  | 23. April 1898                       | 70. Geburtstag und 25. Regierungsjubiläum von König Albert von Sachsen (* 23. April 1828 in Dresden; † 19. Juni 1902 in Sibyllenort)            | Teil einer Baumgruppe; Stammumfang 3,05 m; Höhe: 24 m; Kronendurchmesser: 21 m (Stand: 2008); Standort im östlichen Teil der Waldschlößchenterrasse auf einem von Natursteinen eingefassten Hochbeet; am Fuß des Baums ein 80 Zentner schwerer Gedenkstein (die einst daran angebrachte bronzene Schrifttafel ist in Folge von politischem Ikonoklasmus bzw. Vandalismus nicht mehr vorhanden); ohne Hinweisschild. | (weitere Bilder)   |
| Alberteiche Weißig                                            | Hauptstraße, neben Hausnummer 3, Weißig (Lage)                                                                 | 23. April 1898                       | 70. Geburtstag und 25. Regierungsjubiläum von König Albert von Sachsen (* 23. April 1828 in Dresden; † 19. Juni 1902 in Sibyllenort)            | Markanter Einzelbaum; Stammumfang 2,65 m; Höhe 17 m; Kronendurchmesser 13 m; am Fuß des Baums ein im Dezember 1898 eingeweihter, vom wohlhabenden Weißiger Karl Angermann gestifteter Gedenkstein, der nach dem Zweiten Weltkrieg von Bürgern vor politischem Ikonoklasmus bewahrt und nach Restaurierung zum 100. Jahrestag 1998 wieder aufgestellt wurde. | (weitere Bilder)   |
| Alberteiche Strehlen                                          | Wasaplatz, auf der großen Verkehrsinsel im Zentrum des Platzes, Strehlen (Lage)                                | 24. April 1898                       | 70. Geburtstag und 25. Regierungsjubiläum von König Albert von Sachsen (* 23. April 1828 in Dresden; † 19. Juni 1902 in Sibyllenort)            | Stieleiche (Quercus robur L.); zur Pflanzung bereitgestellt von Stadtgärtner Wilhelm Moritz Degenhardt; beeinträchtigt durch Verlegung der Straße im 20. Jahrhundert (Lichtraumprofil erfordert regelmäßigen Rückschnitt, ausladende Krone setzt erst in mehr als 6 m Höhe an, dominiert dennoch den Platz); seit 10. Juni 1999 als Naturdenkmal geschützt; Stammumfang 3,85 m; Höhe 21 m; Kronendurchmesser 24 m (Stand: 2008); markanter Einzelbaum. | (weitere Bilder)   |
| Albertlinde Rochwitz                                          | Krügerstraße, an der Einmündung der Tännichtstraße, Rochwitz (Lage)                                            | Vor 1900                             | Unbekannt | Teil einer Baumgruppe; Stammumfang 2,80 m; Höhe: 20 m; Kronendurchmesser: 19 m (Stand: 2008); am Fuß des Baums ein aus dem Steinbruch am Restaurant „Zur Eule“ im Loschwitzgrund entnommener, am 23. April 1898 (ob die Linde anlässlich der Aufstellung gepflanzt wurde oder schon vorher dort stand, ist unklar) aufgestellter Gedenkstein, der nach dem Zweiten Weltkrieg aufgrund von politischem Ikonoklasmus bzw. Vandalismus beschädigt und 2015/16 restauriert wurde. | (weitere Bilder)   |
| Lutherlinde Lausa                                             | Königsbrücker Landstraße 375, im Kirchhof der Pastor-Roller-Kirche, Lausa (Lage)                               | Nach 1900                            | Unbekannt | Ursprüngliche Lutherlinde Lausa Anfang November 1883 an der Nordseite der Kirche gepflanzt, am Stamm mit einem von Holzbildhauer Franz Rädlein gefertigten Flachbild Luthers versehen, am 23. Januar 1958 als Naturdenkmal geschützt und im Zusammenhang mit der Kirchensanierung Ende der 1960er Jahre so stark zurückgeschnitten, dass sie abstarb und gefällt werden musste; Weixdorfer Heimatforscher und Naturschutzbeauftragter Hermann Tögel nagelte daraufhin das Schild an den heute als Lutherlinde bekannten, wesentlich jüngeren Baum auf der Ostseite der Kirche, der als Teil der Sachgesamtheit „Kirche und Kirchhof Lausa“ auch denkmalgeschützt ist, vgl. Liste der denkmalpflegerischen Sachgesamtheiten in Dresden #Kirchen und Friedhöfe. | (weitere Bilder)   |
| Schillerlinde Rähnitz                                         | Ludwig-Kossuth-Straße 18b, an der Nordwestecke des Rähnitzer Friedhofs, Rähnitz (Lage)                         | 1905                                 | 100. Todestag des Dichters Friedrich Schiller (* 10. November 1759 in Marbach am Neckar; † 9. Mai 1805 in Weimar)                               | Beeinträchtigt durch rigorose Rückschnitte; am Fuß des Baums ein Gedenkstein aus Granit mit der verwitterten Inschrift „Schiller-Linde“; Baum und Gedenkstein befinden sich unmittelbar hinter einem Gartenzaun auf einem Privatgrundstück, so dass die Schillerlinde Rähnitz weitgehend unbekannt ist. | (weitere Bilder)   |
| Gedächtniseichen 100 Jahre Gefecht bei Rähnitz                | Bauernweg, zwischen den Hausnummern 18 und 20, Rähnitz (Lage)                                                  | 1913                                 | 100. Jahrestag des Gefechts bei Rähnitz im März 1813 im Rahmen der Befreiungskriege                                                             | Markantes Baumpaar; zwei Eichen in einem kleinen Park, der sich am Ufer des 1929 zugeschütteten Dorfteichs befand; zwischen ihnen ein Gedenkstein mit einer daran befestigten eisernen Kanonenkugel und der Aufschrift „1813 / 1913“. | (weitere Bilder)   |
| Luthereiche in der Dresdner Heide                             | Radeberger Landstraße, zwischen den Wegen Doppel-E und Alte Acht, Dresdner Heide (Lage)                        | 28. Oktober 1917                     | 400. Jahrestag der Reformation (Übersenden der 95 Thesen von Martin Luther an den Erzbischof von Mainz am 31. Oktober 1517)                     | Standort im Margarethenpark, etwa ein Kilometer östlich des Fischhauses in der Forstabteilung 68; für sein Alter recht schwaches Exemplar aufgrund des Standorts auf Sandboden; am Fuß des Baums ein Gedenkstein mit vergoldeter Inschrift, darunter Zitate Johann Gottfried Herders und Martin Luthers; neben dem Baum eine Sitzbank mit einem 2017 eingravierten Luther-Zitat; genauer Standort des Baums war bis zu seiner zufälligen „Wiederentdeckung“ im Rahmen eines Waldlaufs 1983 unbekannt. | (weitere Bilder)   |
| Eiche im Ehrenmal Laubegast                                   | Kirchplatz, im Zentrum der Grünanlage, Laubegast (Lage)                                                        | 1925                                 | Einweihung des Gefallenendenkmals | Standort im Zentrum einer offenen Bogenhalle (1925 eingeweiht, 1994 saniert), die als Denkmal für die Gefallenen des Ersten Weltkriegs dient; ohne Hinweisschild. | (weitere Bilder)   |
| Gedenkfichte 100 Jahre Diakonissenanstalt                     | Bautzner Straße 70, am Eingang der Diakonissenhauskirche, Äußere Neustadt (Lage)                               | Mai 1944                             | 100-jähriges Bestehen der 1844 gegründeten Diakonissenanstalt Dresden                                                                           | Fichte; am Fuß des Baumes eine Gedenktafel mit der Aufschrift „1844. 1944. Zum hundertjährigen Bestehen der ev.-luth. Diakonissen-Anstalt zu Dresden – 19. Mai 1944 – Gestiftet von der Gefolgschaft“, gepflanzt während der Jubiläumsfeierlichkeiten im Zeitraum 18.–21. Mai 1944. | (weitere Bilder)   |
| Irmgard-Fischer-Eiche                                         | Kötzschenbroder Straße 160, im Vorgarten des Wohnhauses, Kaditz (Lage)                                         | 1946                                 | Unbekannt | Von Anwohnerin Irmgard Fischer in ihrer Jugend am Südrand der in den 1930er Jahren errichteten Kaditzer Siedlung gepflanzt; am Fuß des Baums ein Gedenkstein mit folgender Aufschrift: „Stieleiche. Geschützt. Gepflanzt von Irmgard Fischer.“ | (weitere Bilder)   |
| Lutherlinde Wilschdorf                                        | Kirchstraße 10, am Eingang zum Kirchhof der Christophoruskirche, Wilschdorf (Lage)                             | 1980                                 | (Ersatzpflanzung) | Am Stamm ein hölzernes Hinweisschild; Ersatzpflanzung für eine 1883 gepflanzte Lutherlinde, die in unmittelbarer Nachbarschaft (jedoch außerhalb des Kirchhofs) stand und aufgrund von Altersschwäche gefällt wurde. | (weitere Bilder)   |
| Einheitsbaum Klotzsche                                        | Geschwister-Scholl-Straße, neben Hausnummer 52 am Weg zur Travemünder Straße, Klotzsche (Lage)                 | 3. Oktober 1990                      | Deutsche Wiedervereinigung am 3. Oktober 1990                                                                                                   | Rosskastanie; gepflanzt vom Klotzscher Lokalhistoriker Siegfried Bannack; am Fuß des Baums ein Gedenkstein aus Sandstein mit der Aufschrift „3.10.1990“. | (weitere Bilder)   |
| Einheitseiche Langebrück                                      | Weißiger Straße 5, im Hof der Verwaltungsstelle Langebrück (Lage)                                              | 3. Oktober 1990                      | Deutsche Wiedervereinigung am 3. Oktober 1990                                                                                                   | Ursprünglich am Tag der Deutschen Einheit 1990 auf dem Schulgelände Friedrich-Wolf-Straße 7 von der Umweltgruppe Langebrück, einem Vorgänger der Ortsgruppe Langebrück des Landesvereins Sächsischer Heimatschutz, gepflanzt; bedingt durch Neubau der Grundschule 2001 an den heutigen Standort neben der im gleichen Jahr eingeweihten Verwaltungsstelle umgesetzt; ohne Hinweisschild. | (weitere Bilder)   |
| Jubiläumseiche zum 60. Geburtstag von Prof. Dr. Werner Hempel | Zellescher Weg 19, neben dem Teich vorm Andreas-Schubert-Bau, Südvorstadt (Lage)                               | Ende 1996                            | 60. Geburtstag des Botanikers Werner Hempel (* 28. August 1936 in Großpostwitz; † 14. Juli 2012 in Bautzen)                                     | Traubeneiche (Quercus petraea (Matt.) Liebl.); gepflanzt u. a. von TU-Rektor Achim Mehlhorn zur Eröffnung eines Kolloquiums zu Ehren Werner Hempels (Gründungsdekan der Fachrichtung Biologie an der TU Dresden); am Stamm des Baums ein Hinweisschild. | (weitere Bilder)   |
| Bismarckeiche Kaditz                                          | Riegelplatz, im zentralen Rondell der dreieckigen Grünanlage, Kaditz (Lage)                                    | 1998                                 | (Ersatzpflanzung) | Riegelplatz, zentraler Platz in Kaditzer Flur, hieß früher Bismarckplatz; Ersatzpflanzung für am 1. April 1895 anlässlich des 80. Geburtstags des Reichskanzlers Otto von Bismarck gepflanzten Baum, der 1997/98 bei der Umgestaltung des Platzes im Zuge des Ausbaus der Autobahnanschlussstelle Dresden-Neustadt gefällt wurde, da er starke Schäden durch frühere Tiefbauarbeiten aufwies; ohne Hinweisschild. | (weitere Bilder)   |
| Karnevalseiche                                                | Palaisplatz, in der Grünfläche zwischen Rundbrunnen und Torhaus, Innere Neustadt (Lage)                        | 11. November 1999                    | Beginn der Karnevalssession am 11. November. | Roteiche (Quercus rubra); dem Verband Sächsischer Carneval geschenkt 1998 von der Tharandter-Wald-Königin; gepflanzt von Mitgliedern des Dresdner Carnevals Clubs; gilt als erste Karnevalseiche in Deutschland; am Fuß des Baums eine Gedenktafel, 1999 nach einem Entwurf von Horst Blawitzki in Bronze ausgeführt, 2013 entfernt und im Lapidarium Zionskirche eingelagert, 2014 als nichtmetallisches Duplikat erneut aufgestellt. | (weitere Bilder)   |
| Göhlerteichen                                                 | Rockauer Ring, am Aussichtspunkt „Sachsens Hiefel“, Rockau (Lage)                                              | 30. März 2001                        | 1. Todestag des Naturschützers Thomas Göhlert (* 5. August 1956 in Dresden; † 30. März 2000 ebenda)                                             | Markantes Baumpaar; zwei Eichen rechts und links des Aussichtspunkts; eine der beiden Eichen war erkrankt und wurde deshalb 2003 ersetzt; bei der Erneuerung des Platzes durch Aufschüttungen beeinträchtigt. | Göhlerteichen      |
| Vereinslinde des Stadtverbandes Dresdner Gartenfreunde        | Wittgensdorfer Straße, auf der Vereinswiese des Kleingartenvereins Am Trützsch e. V., Nickern (Lage)           | 2. Mai 2001                          | 90 Jahre Kleingartenbewegung in Dresden (Gründung des Dresdner Garten- und Schrebervereins e. V. am 16. Januar 1911).                           | Markanter Einzelbaum; gestiftet von der Landeshauptstadt Dresden; gepflanzt von Oberbürgermeister Herbert Wagner und dem 1. Vorsitzenden des Stadtverbandes Dresdner Gartenfreunde e. V. in einer der damals jüngsten Kleingartenanlagen Dresdens; zehn Jahre später stiftete die Stadt die Jubiläumseiche für 100 Jahre Kleingartenbewegung an der Hansastraße. | (weitere Bilder)   |
| Bismarckeiche Wilder Mann                                     | Großenhainer Straße, an der Einmündung Buchholzer Straße, Trachau (Wilder Mann) (Lage)                         | 2003                                 | (Ersatzpflanzung) | Traubeneiche (Quercus petraea (Matt.) Liebl.); Ersatzpflanzung für am 1. April 1895 anlässlich des 80. Geburtstags des Reichskanzlers Otto von Bismarck gepflanzten, aus dem Sachsenwald stammenden Baum, der 2003 gefällt wurde, da sein Stamm verfault war; umgeben von sechseckiger Sitzbank; ohne Hinweisschild. | (weitere Bilder)   |
| Zimmerlinde                                                   | Fernsehturmstraße, Höhe Einmündung Wachwitzer Höhenweg, Pappritz (Lage)                                        | 12. Mai 2007                         | (Ersatzpflanzung) | Gehört nicht zu den Zimmerlinden (Sparmannia) im botanischen Sinn, sondern zu den Linden (Tilia); von Oberwachwitzer und Pappritzer Bürgern auf einer Verkehrsinsel vorgenommene Ersatzpflanzung für die durch den Orkan Kyrill am 18. Januar 2007 umgeknickte, mehr als 120 Jahre alte Zimmerlinde; Eigenname entstand erst nach der Wende aufgrund eines telefonischen Übermittlungsfehlers bei der damals geplanten Beschilderung (gemeint war die Baumart Sommerlinde); am Fuß des Baumes ein Gedenkstein. | (weitere Bilder)   |
| Sängerlinde Rockau                                            | Am Dorfplatz, im Zentrum der Platzanlage, Rockau (Lage)                                                        | 2007                                 | (Ersatzpflanzung) | Einzelbaum; gepflanzt im Zusammenhang mit der 2006/07 vollzogenen Neugestaltung des Dorfplatzes; am Pfahlgerüst des Baums eine an die ursprüngliche Sängerlinde Rockau am gleichen Standort erinnernde Gedenktafel mit der Aufschrift „Sängerlinde. Gestiftet vom Männerchor Rockau zum 50 jährigen Bestehen am 13. 3. 1959.“ | Sängerlinde Rockau |
| Günter-Zumpe-Eiche                                            | Friedrich-Wieck-Straße, zwischen den Hausnummern 2 und 7, neben der Treppe, Loschwitz (Lage)                   | 2009                                 | (Ersatzpflanzung) | Ersatzpflanzung für 1999 anlässlich des 70. Geburtstags des Loschwitzer Bauingenieurs und Hochschullehrers Günter Zumpe (* 4. Mai 1929 in Lomnitz bei Dresden) von seinen früheren Mitarbeitern und Studenten der TU Dresden gepflanzte Eiche; diesmal von Günter Zumpe selbst gestiftet; ohne Hinweisschild. | (weitere Bilder)   |
| Schillerlinde Blasewitz                                       | Schillerplatz, Höhe Hausnummer 12, Blasewitz (Lage)                                                            | 30. Oktober 2009                     | 250. Geburtstag des Dichters Friedrich Schiller (* 10. November 1759 in Marbach am Neckar; † 9. Mai 1805 in Weimar)                             | Am 10. November 2009 eingeweiht; am Fuß des von einer Rundbank umgebenen Baums eine Gedenktafel; gepflanzt als Ersatz für eine 1994 gefällte Schillerlinde, die im nahen Schillergarten stand. | (weitere Bilder)   |
| Schillerlinde Cossebaude                                      | Erna-Berger-Straße, gegenüber Hausnummer 3a, Cossebaude (Lage)                                                 | 2009                                 | 250. Geburtstag des Dichters Friedrich Schiller (* 10. November 1759 in Marbach am Neckar; † 9. Mai 1805 in Weimar)                             | Sommerlinde (Tilia platyphyllos Scop.); am Pfahlgerüst des Baums eine Gedenktafel; am Fuß des Baums ein an die ursprüngliche Schillerlinde Cossebaude erinnernder Gedenkstein mit der Aufschrift „Schillerlinde. Mai 1909. Verschön. Verein.“ | (weitere Bilder)   |
| Jubiläumseiche für 100 Jahre Kleingartenbewegung              | Bärnsdorfer Straße 114, auf der Vereinswiese des Kleingartenvereins Rudolphia e. V., Leipziger Vorstadt (Lage) | 5. April 2011                        | 100 Jahre Kleingartenbewegung in Dresden (Gründung des Dresdner Garten- und Schrebervereins e. V. am 16. Januar 1911).                          | Roteiche (Quercus rubra); gestiftet von der Landeshauptstadt Dresden; gepflanzt von Dirk Hilbert, dem Ersten Bürgermeister von Dresden; am Fuß des Baums ein Hinweisschild; zehn Jahre zuvor stiftete die Stadt die Vereinslinde des Stadtverbandes Dresdner Gartenfreunde in Nickern. | (weitere Bilder)   |
| Lutherlinde am Tzschirnerplatz                                | Tzschirnerplatz, im spitzen Winkel zwischen Rampischer Straße und Salzgasse, Innere Altstadt (Lage)            | 30. Oktober 2012                     | 495. Jahrestag der Reformation (Übersenden der 95 Thesen von Martin Luther an den Erzbischof von Mainz am 31. Oktober 1517)                     | Silber-Linde (Tilia tomentosa Moench); gestiftet von der Evangelisch-Lutherischen Landeskirche Sachsens; gepflanzt von Landesbischof Jochen Bohl und Detlef Sittel, dem Zweiten Bürgermeister von Dresden; Höhe 5 m; Stammumfang 0,25 m (Stand: 2012); am Fuß des Baums ein Hinweisschild. | (weitere Bilder)   |
| Ewald-Kluge-Eiche                                             | Alte Moritzburger Straße, Ecke Gomlitzer Querweg, Gomlitz (Lage)                                               | 26. April 2013                       | 75. Jahrestag des Sieges von Ewald Kluge (* 19. Januar 1909 in Lausa; † 19. August 1964 in Ingolstadt) bei der Isle of Man TT im Juni 1938      | Gepflanzt und gestiftet von Mitgliedern des Vereins Freunde des Historischen Motorradrennsportes „Ewald Kluge“ Weixdorf e. V.; am Fuß des Baums ein Gedenkstein. | (weitere Bilder)   |
| Jubiläumslinde Langebrück                                     | Hauptstraße 2, hinter dem Bürgerhaus, Langebrück (Lage)                                                        | 24. September 2013                   | 725. Jubiläum der Ersterwähnung Langebrücks im Jahr 1288                                                                                        | Winterlinde (Tilia cordata ‘Greenspire’); gestiftet von der Langebrücker Ortsgruppe des Landesvereins Sächsischer Heimatschutz; junge Linde beim Festumzug durch Langebrück im Juni 2013 auf einem Wagen mitgeführt; am Fuß des Baums ursprünglich ein Messingschild (Schild nicht mehr vorhanden; Stand: Oktober 2017). | (weitere Bilder)   |
| Einheitsbäume                                                 | Rudolf-Dittrich-Straße, auf der Wiese neben Hausnummer 2, Nickern (Lage)                                       | 24. November 2014                    | 25 Jahre Deutsche Wiedervereinigung | Ursprünglich drei Bäume, deren Standorte von oben ein gleichseitiges Dreieck mit zehn Metern Seitenlänge ergeben; die Kiefer steht dabei für das Beitrittsgebiet (ehemalige DDR), die Buche für das Gebiet der Bundesrepublik vorm Beitritt und die Eiche für das wiedervereinigte Deutschland; gepflanzt von Oberbürgermeister Dirk Hilbert im Rahmen der bundesweiten Aktion Einheitsbäume der Schutzgemeinschaft Deutscher Wald; nur noch die Buche vorhanden (Stand: November 2017). | (weitere Bilder)   |
| Gerhard-Krause-Hängeweide                                     | Lungkwitzer Straße, nahe Heidenauer Straße, am Lockwitzbach, Niedersedlitz (Lage)                              | 29. April 2015                       | Tod des Niedersedlitzer Heimatvereins-Ehrenmitglieds Gerhard Krause (* 10. Juli 1921 in Niedersedlitz; † 10. Januar 2015 in Dresden)            | Hängeweide (Salix alba ‘Tristis’); Patenschaft übernahm der Heimatverein Niedersedlitz, der mit dem Baum an den Lokalhistoriker Gerhard Krause, bis zu seinem Tod letztes lebendes Gemeinderatsmitglied (bis 1950) von Niedersedlitz, erinnern will; gepflanzt von Dresdens Erstem Bürgermeister Dirk Hilbert; am Fuß des Baums ein Gedenkschild. | (weitere Bilder)   |
| Lutherlinde Albertstadt                                       | Königsbrücker Straße 88, im Garten des MDR-Landesfunkhauses Sachsen, Albertstadt (Lage)                        | 27. Oktober 2016                     | 499. Jahrestag der Reformation (Übersenden der 95 Thesen von Martin Luther an den Erzbischof von Mainz am 31. Oktober 1517)                     | Winterlinde (Tilia cordata Mill.); MDR-Landesfunkhaus Sachsen übernahm Patenschaft; gepflanzt von Landtagspräsident Matthias Rößler, Staatsminister Thomas Schmidt, Landesbischof Carsten Rentzing und MDR-Landesfunkhausdirektor Sandro Viroli; am Fuß des Baums ein Hinweisschild. | (weitere Bilder)   |
| Lutherbuche auf dem Eliasfriedhof                             | Ziegelstraße 22, auf dem Eliasfriedhof, Pirnaische Vorstadt (Lage)                                             | 25. April 2017                       | 500. Jahrestag der Reformation (Übersenden der 95 Thesen von Martin Luther an den Erzbischof von Mainz am 31. Oktober 1517)                     | Rotbuche (Fagus sylvatica); gestiftet von der Stiftung Frauenkirche Dresden; gepflanzt von Stiftungsgeschäftsführer Frank Richter; am Fuß des Baums ein Hinweisschild; Partnerbaum im Luthergarten Wittenberg. | (weitere Bilder)   |
| Lutherlinde an der Heilandskirche                             | An der Heilandskirche, im Vorgarten des Gemeindehauses, Cotta (Lage)                                           | 4. Mai 2017                          | 90. Kirchweihjubiläum der Heilandskirche am Himmelfahrtstag, dem 25. Mai 2017                                                                   | Winterlinde (Tilia cordata Mill.); Förderverein Heilandskirche Dresden-Cotta e. V. übernahm Patenschaft; am Fuß des Baums ein Hinweisschild. | (weitere Bilder)   |
| Lutherbaum Hosterwitz                                         | Kirchgasse 6, im Garten des Ev.-Luth. Pfarramts, Hosterwitz (Lage)                                             | 4. Juni 2017                         | 500. Jahrestag der Reformation (Übersenden der 95 Thesen von Martin Luther an den Erzbischof von Mainz am 31. Oktober 1517)                     | Vogel-Kirsche (Prunus avium ‘Sunburst’); gepflanzt von Mitgliedern der Ev.-Luth. Kirchgemeinde Maria am Wasser Hosterwitz; ohne Hinweisschild; Partnerbaum im Luthergarten Wittenberg. | (weitere Bilder)   |
| Luthereiche an der Stephanuskirche                            | Meußlitzer Straße 113, an der Stephanuskirche, Meußlitz (Lage)                                                 | 18. Juni 2017                        | 500. Jahrestag der Reformation (Übersenden der 95 Thesen von Martin Luther an den Erzbischof von Mainz am 31. Oktober 1517)                     | Gepflanzt an einem Gemeindefest durch Mitglieder der Ev.-Luth. Stephanusgemeinde Dresden-Zschachwitz. | (weitere Bilder)   |
| Luthereiche an der Auferstehungskirche                        | Altplauen 5, im Hof der Auferstehungskirche, Plauen (Lage)                                                     | 24. September 2017                   | 550. Kirchweihjubiläum der Auferstehungskirche                                                                                                  | Ev.-Luth. Auferstehungskirchgemeinde Dresden-Plauen übernahm Patenschaft; am Fuß des Baums ein Hinweisschild. | (weitere Bilder)   |
| Luthereiche an der Christuskirche                             | An der Christuskirche 8, unmittelbar nordwestlich der Kirche, Strehlen (Lage)                                  | 28. September 2017                   | 500. Jahrestag der Reformation (Übersenden der 95 Thesen von Martin Luther an den Erzbischof von Mainz am 31. Oktober 1517)                     | Am Fuß des Baumes ein Gedenkstein mit der Aufschrift „LUTHEREICHE/1517–2017/IUSTIFICATIO“. | (weitere Bilder)   |
| Lutherbaum in der Diakonissenanstalt                          | Diakonissenweg 3, in der Diakonissenanstalt Dresden, Äußere Neustadt (Lage)                                    | 31. Oktober 2017                     | 500. Jahrestag der Reformation (Übersenden der 95 Thesen von Martin Luther an den Erzbischof von Mainz am 31. Oktober 1517)                     | Apfeldorn (Crataegus x lavallei ‘Carrierei’); gepflanzt durch Mitglieder der Diakonischen Gemeinschaft für die Ev.-Luth. Diakonissenanstalt Dresden e. V.; am Fuß des Baumes eine Gedenktafel; Partnerbaum im Luthergarten Wittenberg. | (weitere Bilder)   |
| Luthereiche auf dem Neuen Annenfriedhof                       | Kesselsdorfer Straße 27, auf dem Neuen Annenfriedhof, Löbtau (Lage)                                            | 31. Oktober 2017                     | 500. Jahrestag der Reformation (Übersenden der 95 Thesen von Martin Luther an den Erzbischof von Mainz am 31. Oktober 1517)                     | Gepflanzt durch Mitglieder der Ev.-Luth. Kirchgemeinde Frieden & Hoffnung und des Vereins Denk Mal Fort! e. V. sowie die Verwaltung der Annenfriedhöfe; vor dem Baum eine Gedenktafel mit der Aufschrift „500 Jahre Reformation 31.10.2017“. | (weitere Bilder)   |
| Luthereiche Gompitz                                           | Altnossener Straße 46a, vorm Gemeindezentrum Gompitz, Pennrich (Lage)                                          | 31. Oktober 2017                     | 500. Jahrestag der Reformation (Übersenden der 95 Thesen von Martin Luther an den Erzbischof von Mainz am 31. Oktober 1517)                     | Gepflanzt durch Vertreter der Ortschaft Gompitz; am Baum ein Hinweisschild mit der Aufschrift „Luthereiche. Gepflanzt durch die Ortschaft Gompitz zum 500. Jahrestag der Reformation. 31. Oktober 2017“ sowie Abbildungen des Gompitzer Wappens und der Lutherrose. | (weitere Bilder)   |
| Lutherlinde Loschwitz                                         | Friedrich-Wieck-Straße, vor der Hausnummer 3, Loschwitz (Lage)                                                 | 11. November 2017                    | 500. Jahrestag der Reformation (Übersenden der 95 Thesen von Martin Luther an den Erzbischof von Mainz am 31. Oktober 1517)                     | Gepflanzt durch Mitglieder der Ev.-Luth. Kirchgemeinde Loschwitz und des Vereins Elbhangfest e. V. am Tauftag Luthers als Ersatz für eine Linde am gleichen Standort, die im Frühsommer 2017 einem Sturm zum Opfer gefallen war; ohne Hinweisschild; Partnerbaum im Luthergarten Wittenberg. | (weitere Bilder)   |
| Baum der Freiheit                                             | Altkaditz, Höhe Hausnummer 15 auf der Südwestseite des Angers, Kaditz (Lage)                                   | 28. Oktober 2018                     | 100. Jahrestag des Inkrafttretens der Unabhängigkeitserklärung der Tschechoslowakei am 28. Oktober 1918                                         | Linde; gepflanzt am Nachmittag des Nationalfeiertags Tschechiens durch Mitglieder des tschechisch-deutschen Bildungsvereins Schola ludus, wobei die Nähe zur Elbe als dem Hauptstrom Böhmens und zur Kaditzer Linde beabsichtigt war; am Stamm ein Band mit der Aufschrift „Stromy svobody“; als einer von wenigen Bäumen der Aktion Stromy svobody/Trees of Liberty/Bäume der Freiheit außerhalb Tschechiens und der Slowakei gepflanzt. | (weitere Bilder)   |
| Verfassungslinde                                              | Neue Terrasse, vorm Landtagsgebäude, Wilsdruffer Vorstadt (Lage)                                               | 4. September 2021                    | 190. Jahrestag des Inkrafttretens der Sächsischen Verfassung vom 4. September 1831                                                              | Linde; aus einer Baumschule bei Geithain; gepflanzt von Landtagspräsident Matthias Rößler, Landesverfassungsgerichtshofspräsident Matthias Grünberg, Dresdens Oberbürgermeister Dirk Hilbert sowie Holger Hase vom Verein Denk Mal Fort! e. V.; Teil einer Allee. |                    |

## Weitere Bäume als Denkmale

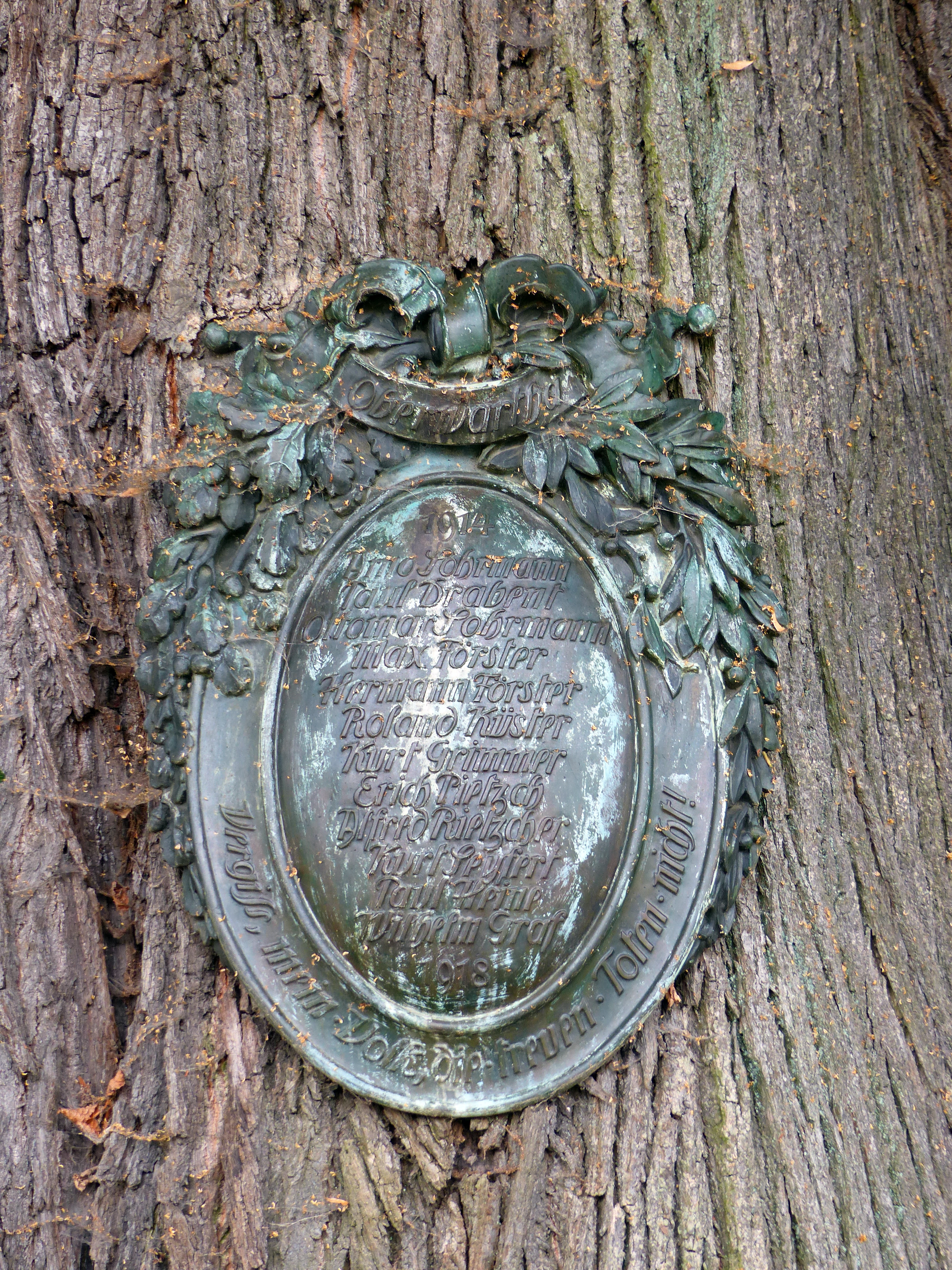
Bronzemedaillon als Gefallenendenkmal am Stamm der Dorflinde Oberwartha (weitere Bilder)

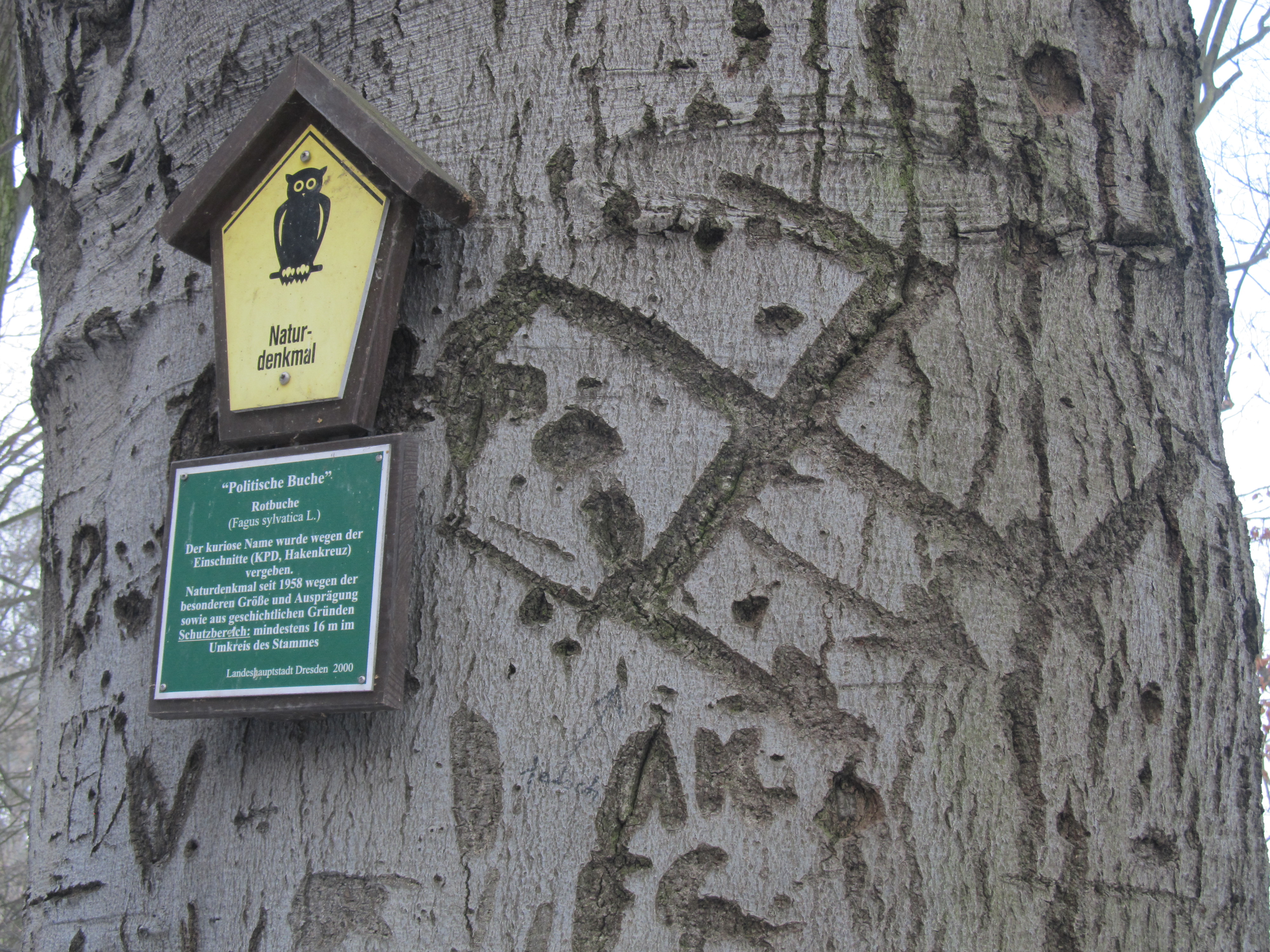
Stammdetail der Politischen Buche mit Einritzungen (weitere Bilder)

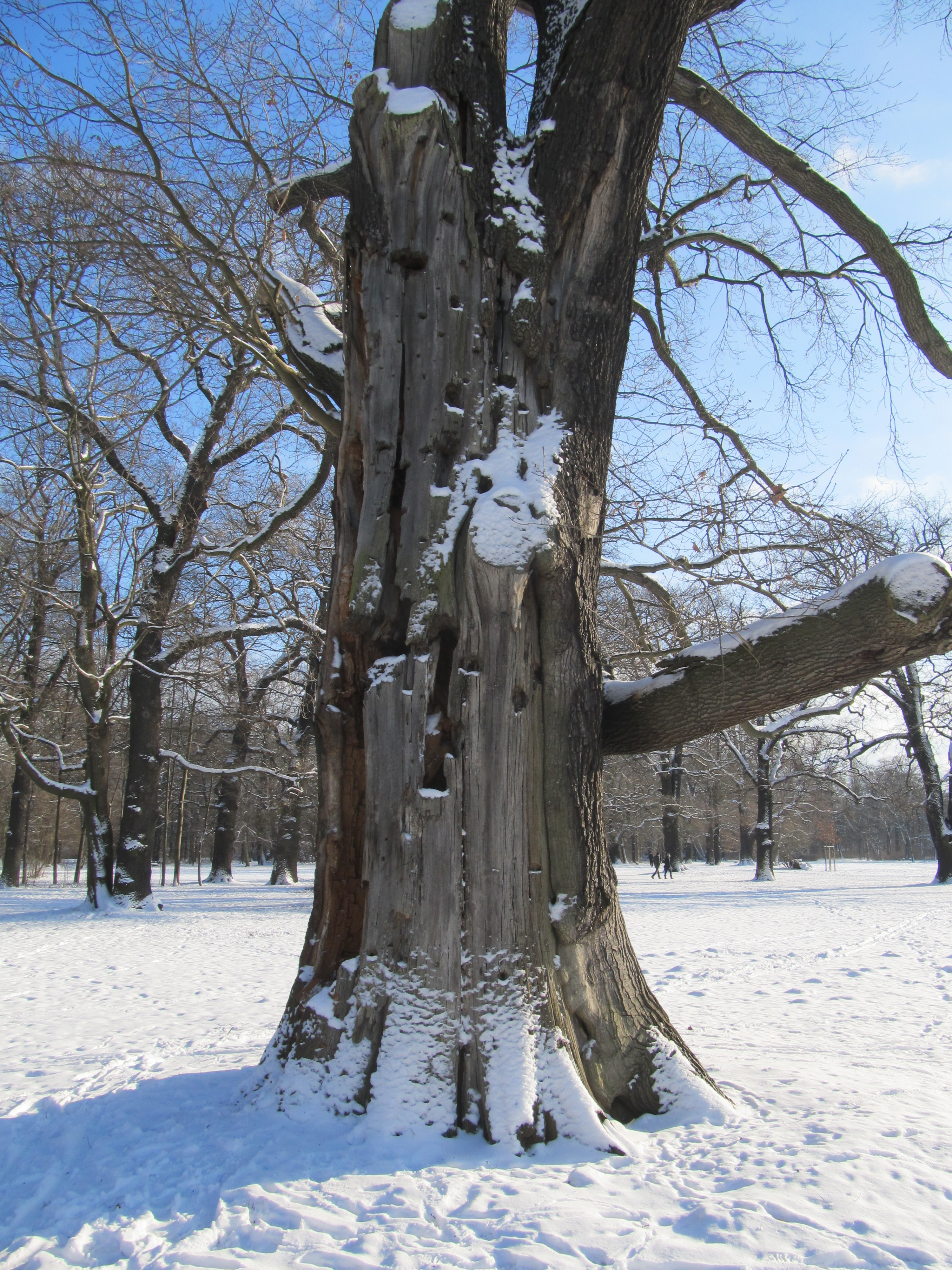
Stammdetail der Splittereiche mit Kriegsschäden (weitere Bilder)

Die vier folgenden Bäume wurden im Gegensatz zu den anderen aufgeführten Bäumen nicht zum Gedenken gepflanzt, sondern wurden erst als ausgewachsene Bäume durch äußere Einwirkungen zu Denkmalen.
- Dorflinde Oberwartha: am Fritz-Arndt-Platz im Ortskern von Oberwartha (Lage); Sommerlinde (Tilia platyphyllos Scop.); markanter Einzelbaum; seit 1958 als Naturdenkmal geschützt (mindestens 15 Meter im Umkreis des Stammes gehören zum Schutzumfang) wegen der Größe und besonderen landschaftsbildprägenden Wirkung sowie aus kulturhistorischen Gründen; diente in früheren Jahrhunderten als Gerichtslinde; am Stamm ein 1922 angebrachtes Bronzemedaillon als Gedenktafel für zwölf im Ersten Weltkrieg gefallene Oberwarthaer.[52]
- Jahn-Kiefer: etwa 60 Meter östlich des Weißiger Wegs zwischen dem nördlichen Ochsensteig und dem südlichen Bischofsweg in der Dresdner Heide, Revier Ullersdorf, Forstabteilung 43 (Lage); Waldkiefer (Pinus sylvestris); dominierender Teil einer Baumgruppe; seit 1985 als Naturdenkmal geschützt (mindestens 18 Meter im Umkreis des Stammes gehören zum Schutzumfang) wegen der für einen Kiefernforst außergewöhnlichen Größe (Höhe etwa 25 Meter, Stammumfang 2,75 Meter, Kronendurchmesser etwa 12 Meter) und des hohen Alters (Mitte oder zweite Hälfte des 18. Jahrhunderts, somit zwei überstandene Umtriebe); ehrenamtliche Naturschützer schlugen in den 1970er Jahren vor, die stattliche Kiefer zu Ehren des Oberförsters Karl Jahn (1910–1996) zu benennen; der Name konnte sich nicht durchsetzen.
- Politische Buche: am Hang südlich des Kleditschgrundbachs in Niederwartha (Lage); Rotbuche (Fagus sylvatica); Teil einer Baumgruppe; seit 1958 als Naturdenkmal geschützt (mindestens 16 Meter im Umkreis des Stammes gehören zum Schutzumfang) wegen der besonderen Größe und Ausprägung sowie aus geschichtlichen Gründen; infolge eines Kronenbruchs im Herbst 2017 vermutlich abgestorben; kurioser Name resultiert aus Einritzungen (älteste wohl aus den 1930er Jahren), z. B. „KPD“ und „SED“ sowie ein Hakenkreuz, das ein zuvor eingeritztes Symbol der Eisernen Front (drei schräg abwärts gerichtete Pfeile) überdecken sollte; vermutlich war das abgelegene Seitental der Elbe in der Zeit des Nationalsozialismus ein Rückzugsort von Oppositionellen bzw. Widerständlern.
- Splittereiche: etwa 40 Meter südlich des Mosaikbrunnens im Großen Garten (Lage); Stieleiche (Quercus robur L.); bei den Luftangriffen auf Dresden im Februar 1945 von Bombensplittern getroffen und seither hauptsächlich auf der Richtung Innenstadt zeigenden Seite des Stamms schwer davon gezeichnet; am Fuß des Baums eine am 8. Mai 2017 eingeweihte Gedenktafel.[53]

## Nicht mehr vorhandene bzw. nicht mehr bekannte Gedenkbäume

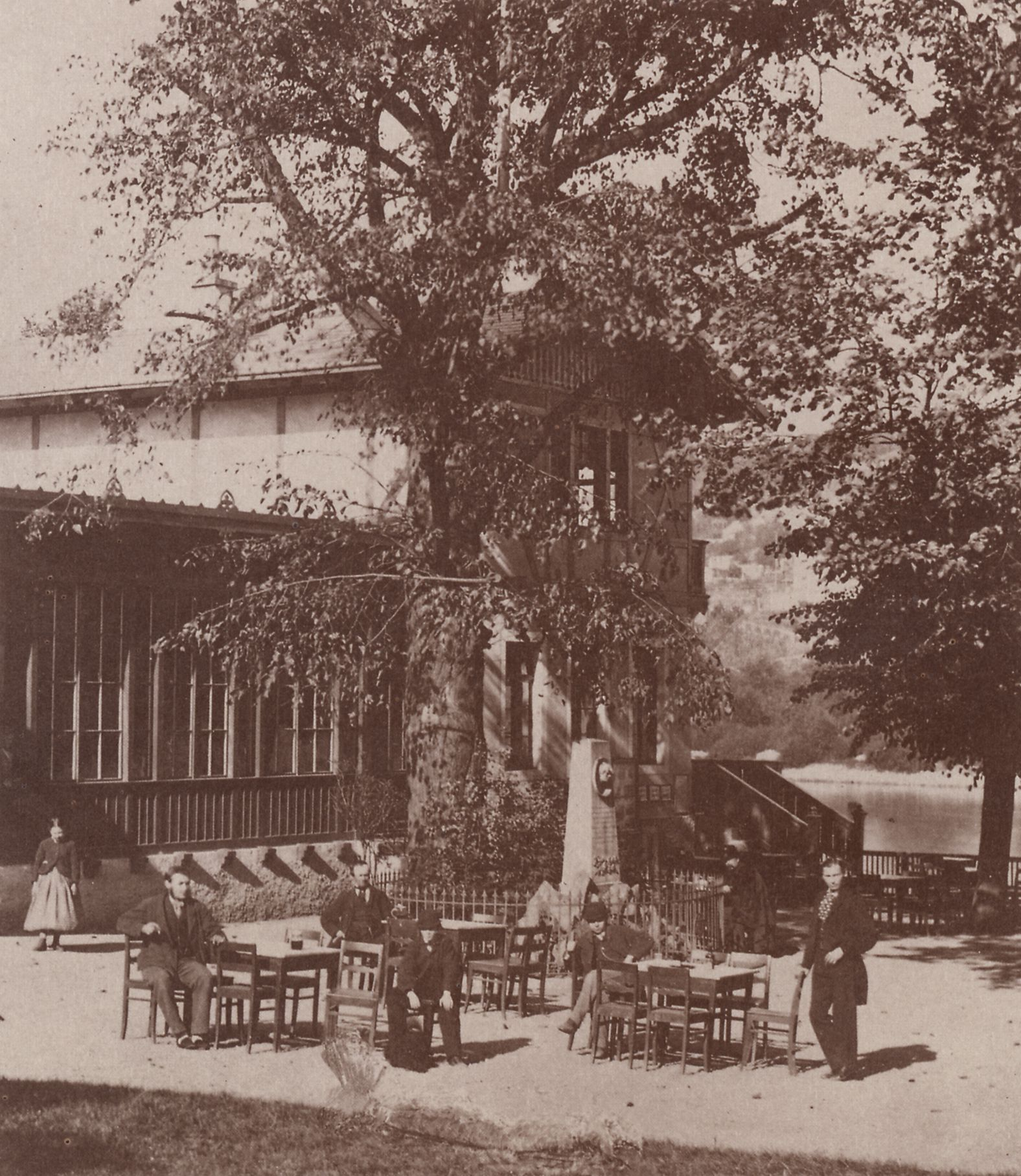
(Erste) Blasewitzer Schillerlinde im Schillergarten, Foto von August Kotzsch, um 1885

- Alberteiche Loschwitz: Degelestraße 1; am 23. April 1898 anlässlich des 70. Geburtstags von König Albert durch Schüler des ältesten Jahrgangs des Annenrealgymnasiums auf Einladung ihres damals dort wohnhaften Oberlehrers Dr. Oskar Dolch geweiht; beim Umbau von Dolchs Villa Oskarshamm zur Villa Brandenstein 1913 nach Plänen von Max Herfurt noch vorhanden; musste wahrscheinlich in den 1920er Jahren dem Bau einer Garage weichen.
- Alberteiche Stetzsch: einer Zeitungsmeldung von 1898 zufolge gepflanzt; genauer Standort und weiteres Schicksal des Baumes unbekannt.
- Bismarckeiche Lausa: am Hakenweg in der Gemarkung Dresdner Heide; am 4. April 1915 anlässlich des 100. Geburtstags des Reichskanzlers Otto von Bismarck neben einem Bismarck-Gedenkstein (Granodioritblock mit 2005 erneuertem Porträtmedaillon) gepflanzt; Baum nicht mehr vorhanden.[54]
- Bismarckeiche Loschwitz: Ulrichstraße 5, auf dem Gelände der Schweizerei; am 1. April 1899 anlässlich des 84. Geburtstags des acht Monate zuvor verstorbenen ehemaligen Reichskanzlers Otto von Bismarck gepflanzt; Geschenk Herbert von Bismarcks aus dem Sachsenwald; stand neben einer von Adolf und Anton Schwarz geschaffenen Bismarck-Statue;[24][10] weiteres Schicksal des Baumes unbekannt.
- Bismarcklinden Rochwitz: Hutbergstraße, Ecke Altrochwitz, vor der 61. Grundschule; zwei Linden am 1. April 1895 anlässlich des 80. Geburtstags des ehemaligen Reichskanzlers Otto von Bismarck gepflanzt; dazwischen stand ein Bismarck-Gedenkstein aus Granit (von 1945 bis 1990 wegen politischem Ikonoklasmus oder der Bewahrung vor selbigem vergraben); Linden waren beeinträchtigt durch ungünstigen Standort sehr nah am Schulgebäude und starke Rückschnitte im Kronenbereich; 2015/16 aufgrund des geplanten Schulneubaus gefällt (Wurzeln lagen im Bereich der Baugrube).
- Gedächtniseiche 100 Jahre Völkerschlacht: auf dem Hutberg bei Weißig; 1913 bei einer Gedenkfeier zum 100. Jahrestag der Völkerschlacht bei Leipzig (16. bis 19. Oktober 1813) von Schulkindern des Orts gepflanzt;[55] weiteres Schicksal des Baumes unbekannt bzw. genaue Identifizierung aufgrund des fehlenden Hinweisschilds und der hohen Anzahl an Eichen auf dem Hutberg nicht möglich.
- Harbig-Baum: 1954 am drei Jahre zuvor so benannten Rudolf-Harbig-Stadion gepflanzte Linde im Gedenken an den damals seit zehn Jahren vermissten Leichtathleten Rudolf Harbig, der als Mittelstreckenläufer mehrere Weltrekorde hielt; daneben eine Gedenktafel, die ebenso wie der Baum um 1966/70 wieder verschwand und verschollen ist.[56]
- Hitlereichen: ein Exemplar am Privatweg in Großzschachwitz; im Hof eines Wohnblocks gepflanzt von Mitgliedern der Baugenossenschaft Zschachwitz anlässlich ihres 25-jährigen Bestehens; der Privatweg hieß von 1936 bis 1945 An der Hitlereiche; Baum nicht mehr vorhanden; weitere Hitlereichen befanden sich in den Schulhöfen bzw. -gärten u. a. der Schule am Pohlandplatz in Striesen und der Dreikönigschule in der Inneren Neustadt und sind teilweise nicht mehr vorhanden.
- Königsbuche: nahe dem Prießnitzwasserfall in der Dresdner Heide; Erzählungen zufolge hat König Johann bei seinen Besuchen im Prießnitzgrund gern unter diesem Baum gerastet; Baum nicht mehr vorhanden; von Ansichtskarten bekannter Stein vor dem Baum noch vorhanden.
- Körnerlinde Loschwitz: Schillerstraße 19, neben dem Schillerhäuschen in Loschwitz; am 10. Mai 1855 bei einer Feier anlässlich des 50. Todestags des Dichters Friedrich Schiller, der dort an seinem Drama Don Karlos geschrieben hatte, von Kreisdirektor Heinrich Ferdinand Müller und Landgerichtsdirektor Carl Ferdinand Damm[4] gemeinsam mit der noch vorhandenen Schillereiche als Symbol der Freundschaft Schillers mit Schriftsteller und Jurist Christian Gottfried Körner[5] (* 2. Juli 1756 in Leipzig; † 13. Mai 1831 in Berlin) auf dessen Sommerwohnsitz gepflanzt; weiteres Schicksal des Baumes unbekannt.
- Lutherbuche Langebrück: am südlichen Ende der Moritzstraße in Langebrück; 1883 anlässlich des 400. Geburtstags von Martin Luther durch den Namensgeber und Erschließer der im gleichen Jahr angelegten Straße, Gutsbesitzer Carl Moritz Claus, gepflanzt;[12] Baum nicht mehr vorhanden.[13]
- Luthereichen in der Dresdner Heide: ein vom Langebrücker Oberförster Wilhelm Theodor Bruhm gepflanztes Exemplar stand in der Forstabteilung 22 am Kreuzringelweg bei Langebrück; ein vom Langebrücker Ortschronisten Herrmann Theodor Seelig gepflanztes Exemplar befand sich im Prießnitzgrund zwischen Kannenhenkelbrücke und früherer Schwedenbrücke (beim Schwedenloch am einstigen Standort der Pfarrbuche[57]); beide 1883 anlässlich des 400. Geburtstags von Martin Luther gepflanzt;[12] Bäume nicht mehr vorhanden.[13]
- Lutherlinde Löbtau: Gröbelstraße 1/3; 1883 anlässlich des 400. Geburtstags von Martin Luther vor der 36. Volksschule neben einem damals aufgestellten Lutherdenkmal gepflanzt; Schulhaus bei den Luftangriffen auf Dresden 1945 zerstört; Denkmal und Baum wahrscheinlich bei der Enttrümmerung des Grundstücks beseitigt.
- Lutherlinden Gorbitz: Uthmannstraße 24; vorm südlichen Eingang der Kapelle; am 10. November 1883 anlässlich des 400. Geburtstags von Martin Luther gepflanzt; im Gegensatz zu den beiden benachbarten Luthereichen nicht mehr vorhanden.[11]
- Lutherlinde Weißig: Hauptstraße 18; an der Kreuzkirche; wahrscheinlich 1883 anlässlich des 400. Geburtstags von Martin Luther gepflanzt; weiteres Schicksal des Baumes unbekannt; an der Kirche finden sich mehrere ausgewachsene Linden.
- Präsidentenbuche: im frühen 20. Jahrhundert ein bekannter Baum im Waldpark Weißer Hirsch am Rand der Dresdner Heide, im Bereich Schwesternsteig/HG-Weg am Stechgrund; zum Namen kursieren zwei Theorien: 1. benannt nach dem alljährlich zur Sommersonnenwende um Mitternacht an seinem Standort gewählten Präsidenten der „Vollmondgesellschaft zum Weißen Hirsch“[58] oder 2. benannt nach Christoph Ammon (1766–1850) in seiner Eigenschaft als (Vize-)Präsident des Oberkonsistoriums der Evangelisch-Lutherischen Landeskirche Sachsens; am 5. April 1927 aufgrund eines Sturms umgestürzt; zehn Tage später Ersatzpflanzung einer jungen Blutbuche an gleicher Stelle,[59] die ebenfalls nicht mehr vorhanden ist.
- Alberteiche in der Dresdner Heide: Roteiche (Quercus rubra) in der Dresdner Heide, im Revier Ullersdorf; gepflanzt vor 1911 im Gedenken an die letzte Hofjagd mit König Albert am 19. Februar 1902, vier Monate vor seinem Tod, an seinem damaligen Standort;[60] genauer Standort und weiteres Schicksal des Baumes unbekannt.
- Schillereiche im Prießnitzbad: Bischofswerder Straße 1, Äußere Neustadt; auf dem Gelände des ehemaligen Prießnitzbads; am 10. November 1859 anlässlich des 100. Geburtstags Friedrich Schillers durch einen Buchbindermeister Rade gepflanzt und vor 1884 mit einer Gedenktafel versehen;[6] Baum nicht mehr vorhanden (Gebiet um 1910 großflächig umgestaltet und bebaut; die Prießnitz verläuft seither in einem Tunnel unterhalb der damals angelegten Jägerstraße).
- (erste) Schillerlinde Blasewitz: im Schillergarten am Schillerplatz; einer Legende nach von Friedrich Schiller am 10. November 1785, seinem 26. Geburtstag, in Anwesenheit von Johanne Justine Renner („Gustel von Blasewitz“) gepflanzt; tatsächlich war der Baum wesentlich älter und erhielt seinen Namen vom Besitzer des Lokals,[61] als bei einer Feier am 1. September 1859 anlässlich des bevorstehenden 100. Geburtstags des Dichters daneben ein von Ernst Litfaß gestiftetes Schiller-Denkmal eingeweiht wurde;[62] zeigte schon in den 1950er Jahren starke Alterserscheinungen (Stamm von Eisenbändern zusammengehalten, hohles Inneres mit Ziegelsteinen ausgefüllt) und wurde 1994 bei der Neugestaltung des Biergartens gefällt.[39]
- (zweite) Schillerlinde Blasewitz: im Schillergarten am Schillerplatz; am 10. November 1909 anlässlich des 150. Geburtstags von Friedrich Schiller in Anwesenheit von Karl Emil Scherz auf der oberen Terrasse des Schillergartens gepflanzt;[63] Baum nicht mehr vorhanden.
- Schillerlinde Pappritz: an der Straße des Friedens rechts neben dem Kriegerdenkmal; am 9. Mai 1905 anlässlich des 100. Todestages Friedrich Schillers von Pappritzer Schulkindern gepflanzt;[64] weiteres Schicksal des Baumes unbekannt.
- Wagnerlinde: zwischen Dr.-Külz-Ring und Waisenhausstraße in Höhe Einmündung Prager Straße; mittig vorm Haupteingang ins Haus des Buches (Thalia); Seevorstadt; Mitte November 2001 von Vertretern einiger Fraktionen des Dresdner Stadtrats zu Ehren von Herbert Wagner gepflanzt, von 1990 bis 2001 Dresdens Oberbürgermeister; am 5. Dezember 2001 von Unbekannten aus politischen Motiven gefällt;[65] später Neupflanzung am gleichen Standort unter Verzicht auf Ehrung einer Person.
- Wettineichen in der Dresdner Heide: nördliche Dresdner Heide; gepflanzt 1889 zur 800-Jahr-Feier des Hauses Wettin an der Kreuzung von Schere (S-Weg) und Gänsefuß wenige 100 Meter nordöstlich der Langebrücker Hofewiese; Baum nicht mehr vorhanden. Weitere Wettineichen in nordwestlicher Dresdner Heide (südlich der Meschwitzruhe) und zentraler Dresdner Heide (nahe der Einmündung der Alten Fünf in den Rennsteig); beide ebenfalls nicht mehr vorhanden.